# Guissona
Guissona ist eine Gemeinde im Nordosten Kataloniens.

## Geographie

### Geographische Lage
Guissona liegt in der Provinz Lleida in der Autonomen Gemeinschaft Katalonien. Es ist 125 km von Barcelona, 110 km von Tarragona, 65 km von Lleida und 165 km von Girona entfernt.

### Nachbargemeinden
Als Nachbargemeinden sind Massoteres, Plans de Sió, Sant Guim de la Plana und Torrefeta i Florejacs zu nennen.

### Ortsgliederung
Neben dem Hauptort gibt es noch den Weiler Guarda-si-venes.

## Persönlichkeiten
- Jordi Pàmias i Grau (* 1938), Dichter und Schriftsteller
- Jaume Pujol Balcells (* 1944), römisch-katholischer Geistlicher, Erzbischof von Tarragona 2004–2019